# Le Point (émission de télévision)
Pour les articles homonymes, voir Le Point (homonymie).
Le Point est une émission de télévision québécoise diffusée à Radio-Canada de 1983 à 2006, chaque soir vers 22 h 20, à la suite du Téléjournal. L'émission était aussi diffusée dans l'heure précédente et dans l'heure suivante sur RDI. On y présentait des reportages ou des entrevues sur un ou deux sujets de l'actualité. L'émission Le Point a laissé place à un Téléjournal plus long comprenant une ou deux capsules approfondissant un ou deux sujets d'actualité placées à n'importe quel moment de l'émission et pas nécessairement à la fin comme ce fut le cas pour l'émission Le Point.

## Animateurs
- Denise Bombardier
- Stéphan Bureau
- Simon Durivage
- Anne-Marie Dussault
- Jean-François Lépine
- Pierre Nadeau
- Dominique Poirier
- Madeleine Poulin